# Bulbul de Fischer
Phyllastrephus fischeri
Espèce
Statut de conservation UICN

 LC  : Préoccupation mineure
Le Bulbul de Fischer (Phyllastrephus fischeri) est une espèce de passereau de la famille des Pycnonotidae.

## Répartition
On le trouve au Kenya, Mozambique, Somalie et Zambie.

## Habitat
Son habitat naturel est les forêts sèches subtropicales ou tropicales ainsi que les forêts de plaines humides et les savanes humides subtropicales ou tropicales.